# Hundred-Mile Wilderness

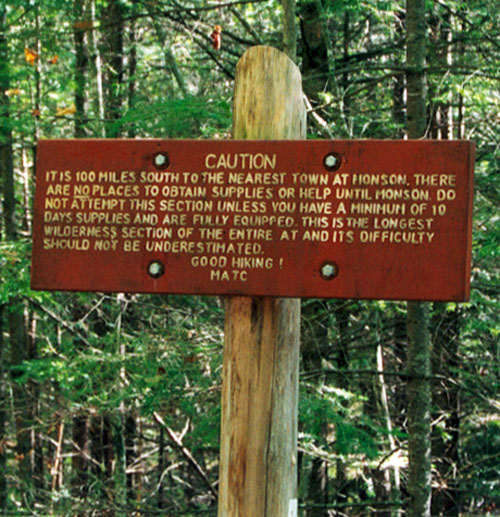
Warnschild am Anfang des Hundred-Mile Wilderness Wanderweges.

Die Hundred-Mile Wilderness (übersetzt „Hundert Meilen Wildnis“) ist ein Abschnitt des Fernwanderwegs Appalachian Trail, der zwischen der Abol Bridge südlich des Baxter State Park und Monson im Bundesstaat Maine verläuft. Er gilt allgemein als der wildeste Abschnitt des Appalachian Trail.
Dieser Abschnitt des Trails wird von mehreren Forststraßen gequert und vom Maine Appalachian Trail Club gepflegt. Er besteht aus einem schmalen Korridor geschützter Wildnis, der von großen öffentlichen und privaten Flächen umgeben ist, die hauptsächlich von Papierunternehmen kontrolliert werden. Ein zunehmender Teil des angrenzenden Landes wird von Gruppen wie dem Appalachian Mountain Club und der Nature Conservancy geschützt.
Seit dem Jahr 2000 besteht durch eine Reihe neuer Holzfällerstraßen und einen markierten Nebenweg für Wanderer 55 bis 65 Meilen (89 bis 105 km) nördlich von Monson die Möglichkeit, sich zu versorgen und zu übernachten.
Koordinaten: 45° 19′ 18″ N, 69° 30′ 46,3″ W
Koordinaten: 45° 20′ 28″ N, 69° 31′ 36,7″ W
Koordinaten: 45° 22′ 46,3″ N, 69° 28′ 13,7″ W
Koordinaten: 45° 25′ 1,4″ N, 69° 25′ 13″ W
Koordinaten: 45° 24′ 56,1″ N, 69° 22′ 13,5″ W
Koordinaten: 45° 27′ 36,5″ N, 69° 15′ 21,5″ W
Koordinaten: 45° 28′ 25,9″ N, 69° 17′ 39,9″ W
Koordinaten: 45° 30′ 59,2″ N, 69° 19′ 19,9″ W
Koordinaten: 45° 33′ 16,8″ N, 69° 14′ 45,3″ W
Koordinaten: 45° 34′ 42″ N, 69° 13′ 21,6″ W
Koordinaten: 45° 36′ 54″ N, 69° 9′ 48″ W
Koordinaten: 45° 36′ 56,9″ N, 69° 7′ 45,4″ W
Koordinaten: 45° 39′ 35,8″ N, 68° 59′ 33,6″ W
Koordinaten: 45° 43′ 48″ N, 69° 5′ 29,6″ W
Koordinaten: 45° 49′ 16,6″ N, 69° 9′ 54,7″ W
Koordinaten: 45° 48′ 21,6″ N, 69° 4′ 56,7″ W
Koordinaten: 45° 50′ 5,9″ N, 68° 58′ 1,9″ W